# Irak na Letnich Igrzyskach Olimpijskich 1988
Irak na Letnich Igrzyskach Olimpijskich 1988 reprezentowało 27 zawodników (wszyscy mężczyźni). Reprezentanci Iraku nie zdobyli żadnego medalu na tych igrzyskach.

## Skład kadry

### Boks
Mężczyźni
- Sadoon Mohamed Aboub - waga ekstralekka - 9. miejsce
- Amir Hussain - waga musza - 33. miejsce
- Moustafa Mohammed Saleh - waga kogucia - 33. miejsce

### Lekkoatletyka
Mężczyźni
- Aouf Abdul Rahman Youssef

100 metrów - odpadł w eliminacjach
200 metrów - odpadł w eliminacjach
- Nagi Ghazi Moursine - 110 metrów przez płotki - odpadł w ćwierćfinałach

### Piłka nożna
Mężczyźni
- Adnan Dirjal, Ahmed Radhi, Ahmed Mohamed, Basil Gorgis, Ghanim Orabi Jassim, Hassan Kamel Ahmed, Hibeeb Jaffer Okal, Hussain Saeed, Ismael Mohammed Sharef, Karim Allawi, Laith Hussein Shahib, Mudhafar Jabbar Tawfik, Natik Hashim, Saad Kies Noaman, Samir Shakir Mahmood, Younis Abid Sadkhan - 9. miejsce

### Tenis stołowy
Mężczyźni
- Abdul Wahab Ali - 49. miejsce

### Zapasy
Mężczyźni
- Ghazi Salah - waga kogucia, styl klasyczny - 6. miejsce
- Farhan Mohammed - waga superciężka, styl klasyczny - niesklasyfikowany
- Fayadh Minati - waga musza, styl wolny - niesklasyfikowany
- Haitham Jibara - waga półśrednia, styl wolny - niesklasyfikowany
- Mohammed Jabouri - waga średnia, styl wolny - niesklasyfikowany